# ایبویا چاک
ایبویا چاک (انگلیسی: Ibolya Csák; ۶ ژانویهٔ ۱۹۱۵ – ۹ فوریهٔ ۲۰۰۶) ورزشکار پرش طول اهل مجارستان بود.
از افتخارات وی میتوان به کسب مدال طلا پرش ارتفاع در بازی‌های المپیک تابستانی ۱۹۳۶ اشاره کرد.